# Media w Poznaniu

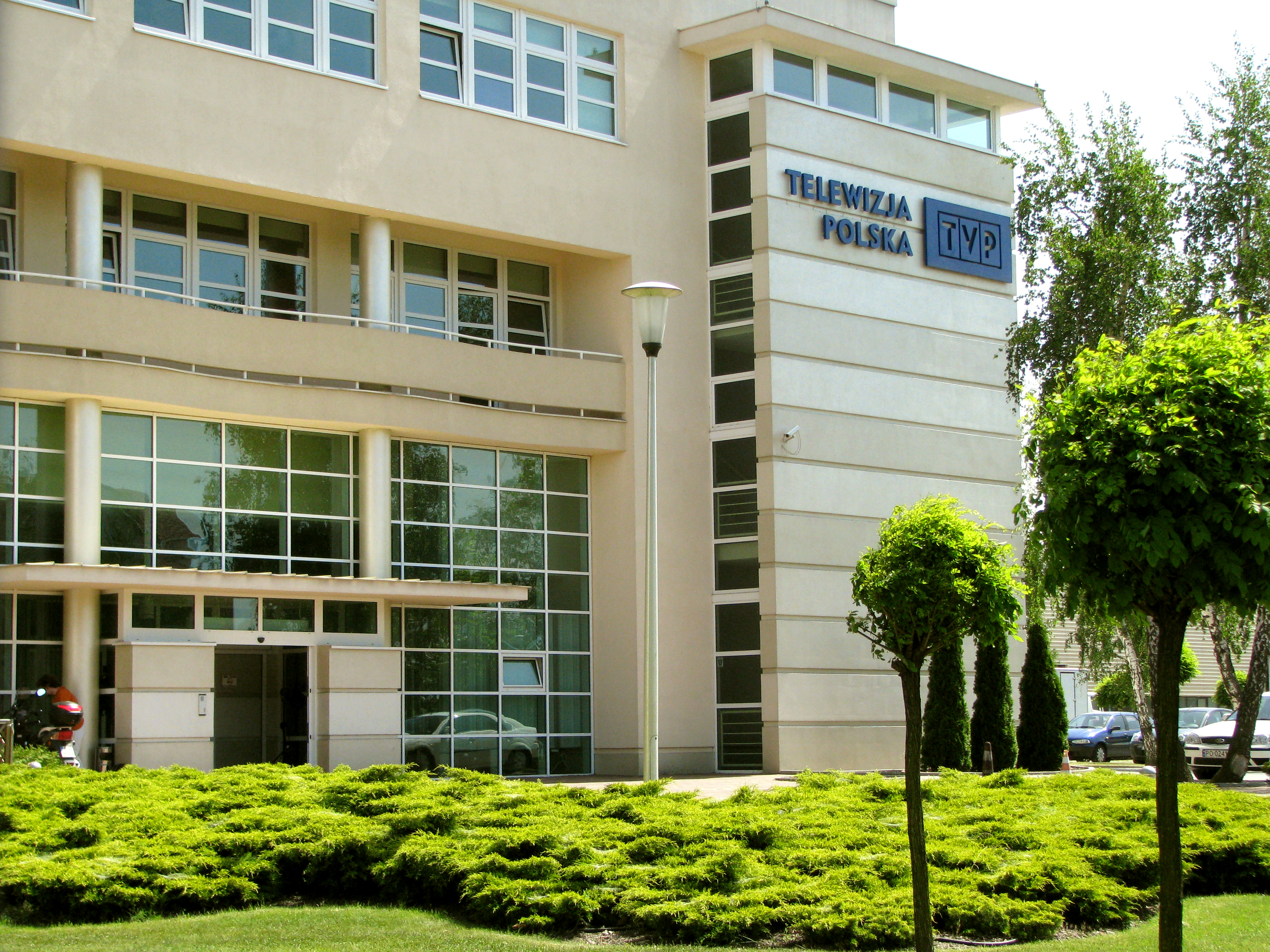
Siedziba TVP3 Poznań

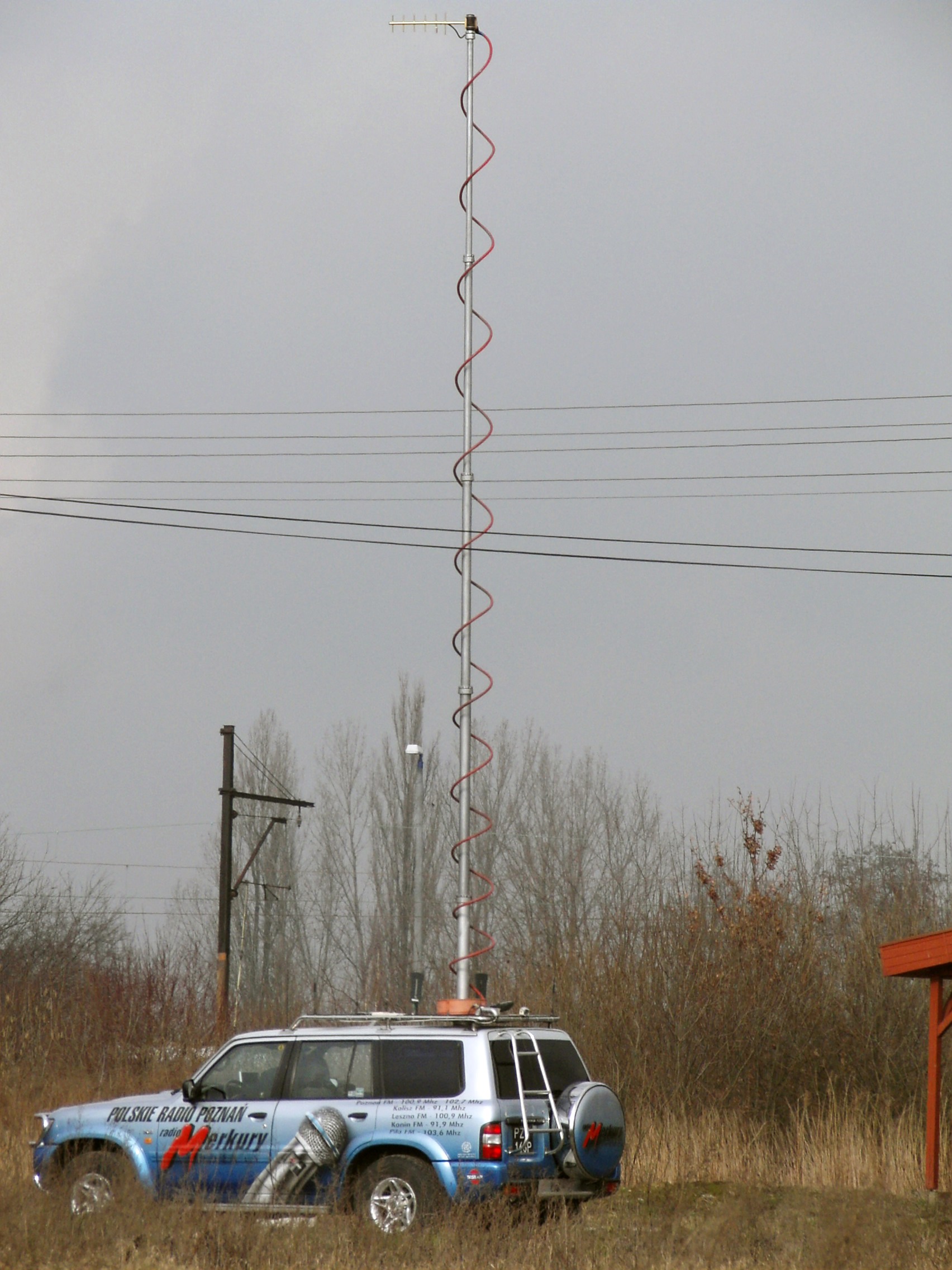
Masztowy wóz reporterski Radia Merkury gotowy do relacji na żywo. Na bazie Nissana 4x4 - widok na stare logo radia

| L.p. | Radio                                | Internet                     | Prasa                                                        | Telewizja Kablowa     | Telewizja                                     |
| ---- | ------------------------------------ | ---------------------------- | ------------------------------------------------------------ | --------------------- | --------------------------------------------- |
| 1.   | Afera                                | www.wpoznaniu.pl             | Głos Wielkopolski dziennik                                   | ONTV                  | TVP3 Poznań                                   |
| 2.   | Blue FM (nieistniejące)              | www.naszglospoznanski.pl     | Nasz Głos Poznański dwutygodnik bezpłatny                    | WTK                   | TV Biznes (redakcja przeniesiona do Warszawy) |
| 3.   | Emaus                                | www.poznan.pl                | Gazeta Poznańska dziennik wchłonięty przez Głos Wielkopolski | RTK                   | Moto.anonse.tv (nieistniejąca)                |
| 4.   | Eska (dawniej Radio S)               | www.epoznan.pl               | Metro dziennik bezpłatny (nieistniejący)                     | TVK Winogrady         | Fanklub TV (dawniej Lech TV)                  |
| 5.   | MC Radio                             | poznan.gazeta.pl             | Przewodnik Katolicki tygodnik                                | TV Wielkopolska       | Dom.anonse.tv (nieistniejąca)                 |
| 6.   | Radio Poznań (dawniej Radio Merkury) | poznan.naszemiasto.pl        | Dzień Dobry dziennik (nieistniejący)                         | Telewizja SM Grunwald |                                               |
| 7.   | Meloradio                            | www.tutej.pl (nieistniejący) | KnC miesięcznik                                              |                       |                                               |
| 8.   | RMF MAXXX                            | www.lepszypoznan.pl          | Expres Poznański dziennik (nieistniejący)                    |                       |                                               |
| 9.   | Rock Radio                           | www.opoznan.pl               |                                                              |                       |                                               |
| 10.  | Kwejk FM (internetowe)               | www.poznanskirap.com         |                                                              |                       |                                               |
| 11.  | Złote Przeboje                       | www.miastopoznaj.pl          |                                                              |                       |                                               |
| 12.  | Radio Fan (nieistniejące)            | www.lokalnyfyrtel.pl         |                                                              |                       |                                               |
| 13.  | Radio Obywatelskie (nieistniejące)   | www.codziennypoznan.pl       |                                                              |                       |                                               |